# People's Square (metrostation)

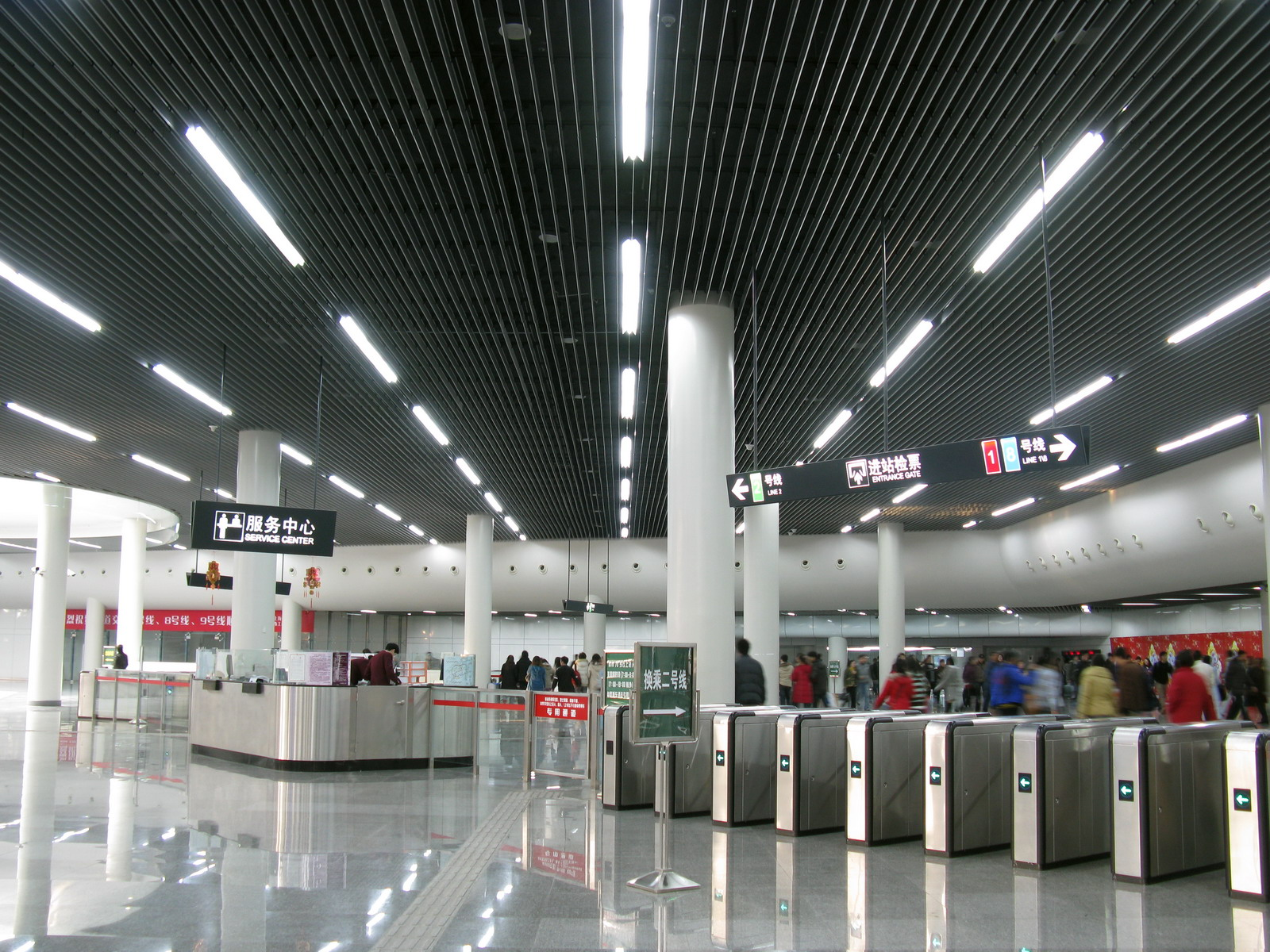
Toegangscontrole inkomhal metrostation People's Square

People's Square (vereenvoudigd Chinees: 人民广场站; traditioneel Chinees: 人民廣場站; pinyin: Rénmín Guǎngchǎng Zhàn) is een metrostation onder het Volksplein in Shanghai. Het station is onderdeel van lijn 1 en lijn 2 en het enige overstappunt tussen deze twee lijnen. Sinds 2009 doet ook lijn 8 dit station aan. Het station wordt omgeven door vele kantoorgebouwen, de gekende winkelstraat Nanjing Road, winkelcentra en enkele belangrijke toeristische bestemmingen waaronder het Shanghai-museum. Door deze combinatie is het station uitzonderlijk druk, zowel gedurende de spitsuren als daarbuiten. Om de drukte beter te reguleren is een tweede wandeltunnel tussen de twee perrons aangelegd en worden mensen door poortjes gedwongen om in dezelfde richting te lopen.
Fujin Road · West Youyi Road · Bao'an Highway · Gongfu Xincun · Hulan Road · Tonghe Xincun · Gongkang Road · Pengpu Xincun · Wenshui Road · Shanghai Circus World · Yanchang Road · North Zhongshan Road · Station Shanghai · Hanzhong Road · Xinzha Road · People's Square · South Huangpi Road · South Shaanxi Road · Changshu Road · Hengshan Road · Xujiahui · Shanghai Indoor Stadium · Caobao Road · Station Shanghai-Zuid · Jinjiang Park · Lianhua Road · Waihuan Road · Xinzhuang

Lijnen van de metro van Shanghai: 1 · 2 · 3 · 4 · 5 · 6 · 7 · 8 · 9 · 10 · 11 · 12 · 13 · 14 · 15 · 16 · 17 · 18 · Pujiang Line
East Xujing · Station Shanghai Hongqiao · Hongqiao Airport Terminal 2 · Songhong Road · Beixinjing · Weining Road · Loushanguan Road · Zhongshan Park · Jiangsu Road · Jing'an Temple · West Nanjing Road · People's Square · East Nanjing Road · Lujiazui · Dongchang Road · Century Avenue · Shanghai Science & Technology Museum · Century Park · Longyang Road · Zhangjiang Hi-Tech Park · Jinke Road · Guanglan Road · Tangzhen · Middle Chuangxin Road · East Huaxia Road · Chuansha · Lingkong Road · Yuandong Avenue · Haitiansan Road · Pudong International Airport

Lijnen van de metro van Shanghai: 1 · 2 · 3 · 4 · 5 · 6 · 7 · 8 · 9 · 10 · 11 · 12 · 13 · 14 · 15 · 16 · 17 · 18 · Pujiang Line
Shiguang Road · Nenjiang Road · Xiangyin Road · Huangxing Park · Middle Yanji Road · Huangxing Road · Jiangpu Road · Anshan Xincun · Siping Road · Quyang Road · Hongkou Football Stadium · North Xizang Road · Zhongxing Road · Qufu Road · People's Square · Dashijie · Laoximen · Lujiabang Road · South Xizang Road · China Art Museum · Yaohua Road · Chengshan Road · Yangsi · Oriental Sports Center · Lingzhao Xincun · Luheng Road · Pujiang Town · Jiangyue Road · Lianhang Road · Shendu Highway

Lijnen van de metro van Shanghai: 1 · 2 · 3 · 4 · 5 · 6 · 7 · 8 · 9 · 10 · 11 · 12 · 13 · 14 · 15 · 16 · 17 · 18 · Pujiang Line